# ポットブレッド
ポットブレッドは、現在の南アフリカ共和国に入植したボーア人が入植して最初に作ったとされるパンである。伝統的に、地面に穴を開けて熱い石炭を並べ、ダッチオーブンと呼ばれる鋳鉄製の鍋で焼いていた。今日では、鍋の周りに炭や木炭を詰めてブラーイで作られることが多い 。